# 뉴월드 농수산물발효연구원
뉴월드 농수산물발효연구원은 농·수산물의 발효기술을 이용하여 체계화된 연구개발로 발효문화의 정착과 확산 및 발효 농·수산물에 대한 우수성 규명 및 국민건강 증진을 도모하여 소비확충에 기여 목적으로 2010년 8월 20일 설립·허가된 대한민국 농림축산식품부 소관의 사단법인이다. 사무실은 서울특별시 양천구 신정4동 986-1에 있다.